# Bandits
Bandits是一个比利时的流行乐团，由主唱Jasper Publie (1996), 贝斯手 Thomas Van Achteren (1995), 吉他手 Tim Tielemans (1998) 和鼓手 Toon Smet (1997)所组成。

## 历史
乐团前身为Gizonband，Gizon原是一所吉他学校的名称。在那里，Jasper,Tim和Thomas结为朋友，后来，随着Toon的加入，他们成立Gizonband。Gizonband活跃于2007年，直到更改名称为Bandits，Bandits的目标群体主要是年轻人群。狂热的女歌迷称自己为Bandita,男性则为Bandito。

### 2007
Jasper参加了Junior Eurovision Song Contest比利时赛区，曲目为“weekend”。

### 2008
以Gizonband为团名录过几首未正式发行的歌曲，例如 "Gizon rap" 及 "G1XQ6"。

### 2009
Tim、Thomas以“T&T”为团名参加了 Junior Eurovision Song Contest比利时赛区的比赛，演唱的曲目为“Geniaal”。同年，Jasper和Toon合作录制的歌曲 "Jongens En Meisjes"收录在Ketnet Pop De Hits 2009的合辑中。

### 2010
四人合体录制歌曲 "Dansen op mijn bed" 收录在Ketnet Pop 3 De Hits合辑中。 

### 2011
乐团更名为Bandits,并发行了第一章同名专辑《bandits》。

### 2012
1月18日，Bandits赢得了安妮“最佳儿童流行”奖。

### 2014
Bandits参加了Eurosong 2014比利时赛区。在半决赛中，Bandits名列第二，顺利晋级总决赛。在决赛中，他们也是第二，位于 Axel Hirsoux之后。

## 专辑及单曲

### 专辑
| 专辑名称 | 发行时间 | 曲目 |
| -------- | -------- | ---- |
| Bandits  | 2011     | 12   |

### 单曲
| 曲目名称    | 发行日期   |
| ----------- | ---------- |
| Stop        | 24-06-2011 |
| Tweelingzus | 26-09-2011 |
| Tijdbom     | 29-03-2013 |
| Onze Nacht  | 07-10-2013 |
| one         | 10-03-2014 |

## 网址链接
官方网址